# Concierto para orquesta
Aunque un concierto es generalmente una obra musical para uno o más instrumentos solistas enfrentados a una orquesta sinfónica, varios compositores han escrito obras con el título aparentemente contradictorio de Concierto para orquesta. Este título es elegido generalmente para mostrar el tratamiento de la propia orquesta sinfónica como instrumento, a través de una escritura que mantiene el equilibrio a tres niveles:
1. para la orquesta al completo o tutti;
2. para las distintas familias instrumentales (viento madera, viento metal, cuerdas, percusión, etc.), y
3. para los distintos  instrumentos solistas (violín, trompeta, flauta, etc.).

Se trata, por tanto, de una composición destinada a mostrar las posibilidades interpretativas de una orquesta, acentuando los cambios instrumentales en el transcurso de la obra.
El creador de esta forma musical fue el compositor alemán Paul Hindemith, con su Concierto para orquesta op. 38 (1925). Pocos años más tarde volvió a emplear esta forma en su Concierto Filarmónico (1932), por encargo de Wilhelm Furtwängler para la Orquesta Filarmónica de Berlín.
Quizá el ejemplo más conocido sea el Concierto para orquesta de Béla Bartók (1943). Queda por discutir si el célebre Bolero de Maurice Ravel (1928) es o no un concierto para orquesta, aunque no sea denominado así, ya que cumple con el propósito de mostrar a la orquesta como instrumento en los tres niveles indicados.
Para la distinción entre el concierto para orquesta y los géneros de la sinfonía concertante (forma musical), véase sinfonía concertante.

## Conciertos para Orquesta (en orden cronológico)
- Concierto para Orquesta, Opus 38 de Paul Hindemith (1925)
- Concierto Filarmónico, de Paul Hindemith (1932)
- Concierto para Orquesta de Walter Piston (1933), que está basado en parte en la obra de Hindemith
- Concierto para Orquesta de Zoltán Kodály (1939)
- Concierto para Orquesta de Richard Mohaupt (1942-1943)
- Concierto para Orquesta de Béla Bartók (1943)
- Concierto para Orquesta de Cuerda de Alan Rawsthorne (1949)
- Concierto para Orquesta de Witold Lutosławski (1950-1954), que ganó el 1.er premio de la Unesco en 1963.
- Concierto para Orquesta de Michael Tippett (1962-63)
- Concierto para Orquesta de Havergal Brian (1964)
- Concierto para Orquesta de Roberto Gerhard (1965)
- Concierto para Orquesta de Thea Musgrave (1967)
- Concierto para Orquesta de Elliott Carter (1969)
- Concierto para Orquesta de Anthony Payne (1974)
- Concierto para Orquesta de Roger Sessions (1979-1981), que ganó el Premio Pulitzer por música en 1982
- Concierto para Orquesta de Karel Husa (1986)
- 1.er. Concierto para Orquesta de Steven Stucky (1986-1987)
- Concierto para Orquesta de Leonard Bernstein (1986-1989), que también es conocido como "Jubilee Games" para orquesta y barítono
- Concierto para Orquesta de Joan Towers (1991)
- Concierto para Orquesta de Luis Pérez Valero (1997)
- Boston Concerto de Elliott Carter (2002)
- Concierto para Orquesta de Jennifer Higdon (2002).
- Concierto para Orquesta de Magnus Lindberg (2003).
- 2.º. Concierto para Orquesta de Steven Stucky (2003, que ganó el Premio Pulitzer por música en 2005)
- Concierto para Orquesta de Alejandro Argüello (2004-05)

Goffredo Petrassi hizo del Concierto para Orquesta un tipo de especialidad, escribiendo ocho desde los años 1930.
- Datos: Q96870628